# A magyar labdarúgó-válogatott mérkőzései 1980-ban
A magyar labdarúgó-válogatottnak 1980-ban kilenc találkozója volt. Az Európa-bajnokságról lemaradt válogatott ebben az évben csak barátságos mérkőzéseket vívott. Négy meccset megnyert és két döntetlen után az év vége három vereséget hozott.
Szövetségi kapitányok:
- Lakat Károly dr. 544–545.
- Mészöly Kálmán 546–552.

## Eredmények
544. mérkőzés
| 1980. március 26. |

| Magyarország            | 2–1             | Lengyelország |
| ----------------------- | --------------- | ------------- |
| Fazekas 3' Törőcsik 22' | (2–1) Részletek | Lato 23'      |

| Népstadion, Budapest Nézőszám: 15 000 Játékvezető: Kolossy Ferenc (ROM) |

nem hivatalos mérkőzés
| 1980. április 13. olimpiai selejtező |

| Csehszlovákia                   | 3–2             | Magyarország                     |
| ------------------------------- | --------------- | -------------------------------- |
| Janečka 20' Vízek 48' Lička 78' | (1–0) Részletek | Komjáti 51' Tatár 83' (11-esből) |

| Prága Nézőszám: 45 000 |

545. mérkőzés
| 1980. április 30. |

| Csehszlovákia | 1–0             | Magyarország |
| ------------- | --------------- | ------------ |
| Nehoda 73'    | (0–0) Részletek |              |

| Kassa Nézőszám: 35 000 Játékvezető: Jerzy Kacprzak (POL) |

546. mérkőzés
| 1980. május 31. |

| Magyarország               | 3–1             | Skócia        |
| -------------------------- | --------------- | ------------- |
| Törőcsik 6' 69' Kereki 76' | (1–0) Részletek | Archibald 75' |

| Népstadion, Budapest Nézőszám: 10 000 Játékvezető: Jakob Baumann (SUI) |

547. mérkőzés
| 1980. június 4. |

| Magyarország | 1–1             | Ausztria |
| ------------ | --------------- | -------- |
| Kiss 13'     | (1–0) Részletek | Jara 75' |

| Népstadion, Budapest Nézőszám: 30 000 Játékvezető: Riccardo Lattanzi (ITA) |

548. mérkőzés
| 1980. augusztus 20. |

| Magyarország                | 2–0             | Svédország |
| --------------------------- | --------------- | ---------- |
| Bild 73' (öngól) Burcsa 80' | (0–0) Részletek |            |

| Népstadion, Budapest Nézőszám: 20 000 Játékvezető: Erich Linemayr (AUT) |

549. mérkőzés
| 1980. augusztus 27. |

| Magyarország | 1–4             | Szovjetunió                                          |
| ------------ | --------------- | ---------------------------------------------------- |
| Pásztor 2'   | (1–2) Részletek | Blohin 34' Szulakvelidze 43' Burjak 82' Rodjonov 84' |

| Népstadion, Budapest Nézőszám: 20 000 Játékvezető: Života Vlajić (YUG) |

550. mérkőzés
| 1980. szeptember 24. |

| Magyarország         | 2–2             | Spanyolország              |
| -------------------- | --------------- | -------------------------- |
| Kiss 10' Bodonyi 44' | (1–1) Részletek | Juanito 4' Satrústegui 68' |

| Népstadion, Budapest Nézőszám: 15 000 Játékvezető: Jozef Marko (TCH) |

551. mérkőzés
| 1980. október 8. |

| Ausztria                    | 3–1             | Magyarország |
| --------------------------- | --------------- | ------------ |
| Welzl 20' Keglevits 30' 86' | (2–0) Részletek | Bodonyi 81'  |

| Práter-stadion, Bécs Nézőszám: 8 000 Játékvezető: Ulf Eriksson (SWE) |

552. mérkőzés
| 1980. november 19. |

| NDK                    | 2–0             | Magyarország |
| ---------------------- | --------------- | ------------ |
| Trocha 28' Streich 32' | (2–0) Részletek |              |

| Kurt-Wabbel-Stadion, Halle Nézőszám: 14 000 Játékvezető: Adolf Mathias (AUT) |